# Дебра Уингър
Мери Дебра Уингър (на английски: Mary Debra Winger) е американска актриса и режисьор , известна главно с участието си във филма „Градският каубой“ през 1980 г. По-късно многократно е номинирана за награди Оскар след участието си във филмите „Офицер и джентълмен“, „Думи на обич“ и „Земята на сенките“.
Номинирана е и за четири награди Златен глобус, две награди БАФТА (Британската академия за филмово и телевизионно изкуство) и награда Еми, а е спечелила наградата на националното дружество на филмовите критици за най-добра актриса отново за филма „Условия за сближаване“, както и наградата на международния филмов фестивал в Токио за най-добра актриса за филма „Опасна жена“.

## Биография
Мери Дебра Уингър е родена в Кливланд Хайтс, Охайо в ортодоксално еврейско семейство. Баща ѝ Робърт Уингър пакетира месо, а майка ѝ Рут е офис мениджър. След завръщането си в САЩ Уингър претърпява автомобилна катастрофа и получава мозъчен кръвоизлив. В резултат на това остава частично парализирана и сляпа в продължение на десет месеца, като диагнозата била никога повече да не прогледне. С течение на времето тя решава, че ако се възстанови, ще се премести в Калифорния и ще стане актриса.

### Кариера

#### Актьорска игра
Първата актьорска роля на Уингър е Деби във филма Парти с преспиване '57 през 1976 г. Следващата ѝ роля е Диана Принс Друзила (Жената чудо) в три епизода от телевизионния сериал Жената чудо. Следва от гост роля в Сезон 4 на телевизионната драма Полицайката през 1978 г.
Първата си главна роля Уингър получава във филма Слава Богу, че е Петък, а за играта си в Градският каубой през 1980 г. с Джон Траволта, тя получава номинация за наградата БАФТА и две номинации Златен глобус (за най-добра актриса и най-успяла нова звезда). През 1982 г. Уингър участва заедно с Ник Нолти в Улица консервна, както и с Ричард Гиър в Офицер и джентълмен, за които е номинирана за награда Оскар за най-добра актриса. Номинирана е за наградата Оскар за най-добра актриса общо два пъти – за филма Условия за сближаване през 1983 г. и за Земя на сенките през 1993 г., за които тя получава и втората си номинация за наградата БАФТА. Ролята ѝ в Опасна жена ѝ носи номинация за Златен глобус.
С годините Уингър придобива репутация на прям човек, макар и понякога да е трудно да се работи с нея. Тя открито изразява неприязънта си към Офицер и джентълмен, както и към някои други филми, което не се харесва много на нейните колеги актьори и режисьори. През 2009 г. Уингър казва: „Най-лошото поведение идва от несигурността. Въпреки че обичам това, което правя, невинаги съм вярвала, че ще мога да се справя. (...) Затова се опитвам да превъзмогна неувереността си.“ През 1986 г. Бети Дейвис казва по време на интервю: „Виждам голяма част от себе си в Дебра Уингър.“.
Уингър получава главната роля в Тяхната собствена лига, но се отказва и е заменена от Джина Дейвис. По-късно се разбира, че основната причина Уингър да се откаже е нежеланието ѝ да работи с Мадона. В същия период тя участва в Орли на правосъдието, Произведено в Рая, Всички печелят, Чай в пустинята, Скокът на вярата, Черната вдовица, Предаден, Уайлдър Напалм и Опасна жена.
През 1995 г. Уингър решава да си почине от работата. През 2002 г. тя каза: „Догади ми се от слушането на мен самата да казвам, че искам да напусна. Това е като правене на интервю на тема „Мразя интервюта!“ Е, стига толкова! Спрях да чета сценарии и вече не ми пукаше. Хората казваха: „Липсваш ни толкова много.“ Но в последните шест години нямаше нито един филм, който има нужда от мен в него. В малкото такива, за които се сещам, актрисата трябваше да е съвършена.“. След участието си във филма Забрави за Париж през 1995 г. тя почива в продължение на шест години. Връща се през 2001 г. с екранизацията на Голяма лоша любов, което отбелязва дебюта на Уингър като продуцент.
През 2001 г. се съобщава за документален филм, озаглавен Търсенето на Дебра Уингър, режисиран от Розана Аркет, който излиза през 2002 г., веднага след като Уингър се завръща. Впоследствие тя се снима във филмите Радио, Възхвала, Понякога през април като получава положителни отзиви за ролята си на отчуждената майка на Ан Хатауей в Рейчъл ще се жени.
Номинирана е за награда Eми за главната роля в телевизионния филм Доун Анна през 2005 г., режисиран от Арлис Хауърд. През 2010 г. тя се завръща в телевизията, като външен гост в епизод на Закон и Ред. Присъединява се към актьорския състав на По време на третиране като един от трима пациенти, включени в третия сезон.
Най-новият ѝ актьорски проект е главната роля в предстоящия филм В гората, предвиден да излезе през 2013 и 2014 г. с актьорите Терънс Хауърд, Дейв Матюс, Руфъс Уейнрайт, Карен Блек, Уил Шортс, Лия Кебеде, Куестлъв, Фамке Янсен, Моби, Гейл Харолд, Пас де ла Хуерта, Йорген Лет, Роузи Перес, Обри де Грей, и Алън Къминг.

#### Други занимания
През 1995 г. Уингър изпълнява ролята на злата вещица от Запада в Магьосникът от Оз в концерт. Мечтите ѝ се сбъдват с музикалното изпълнение на популярната история в Линкълн център за подпомагане на Фондацията за защита на деца.
По време на почивката ѝ от филмовата индустрия Уингър прекарава един семестър като учител в университета Харвард. През 2008 г. пише книга по свои лични преживявания и спомени, озаглавена Неоткритата.

### Личен живот
Тригодишната връзка на Уингър с актьора Андрю Рубин приключва през 1980 г. В периода 1983-1985 г. Дебра има връзка с Боб Кери, по онова време губернатор на щата Небраска, с когото тя се запознава по време на снимките на Условия за обич в Линкълн, Небраска.
От 1986 до 1990 г. е омъжена за актьора Тимъти Хътън, от когото има син, Ноа Хътън, който се ражда през 1987 г. През 1990 г. Уингър се развежда.
През 1996 г. отново се омъжва, този път за актьора и режисьор Aрлис Хауърд, с когото се запознава на снимачната площадка на Уайлдър Напалм. Синът им Гидеон Бейб Рут Хауърд се ражда през 1997 г. Уингър е и мащеха на Сам Хауърд – син на Арлис от предишен негов брак.

## Филмография
| Година  | Заглавие на български       | Оригинално заглавие        | Роля                  | Режисьор | Бележки |
| ------- | --------------------------- | -------------------------- | --------------------- | -------- | ------- |
| 1976    | „Парти с преспиване '57“    | Slumber Party '57          | Деби                  |          |         |
| 1976-77 | „Жената чудо“               | Wonder Woman               | Друзила (жената чудо) |          |         |
| 1978    | „Полицайката“               | Police Woman               | Филис Бакстър         |          |         |
| 1978    | „Слава богу, че е Петък“    | Thank God It's Friday      | Дженифър              |          |         |
| 1979    | „Френски пощенски картички“ | French Postcards           | Мелъни                |          |         |
| 1979    | „Бойците“                   | The Warriors               | неспомената           |          |         |
| 1980    | „Градският каубой“          | Urban Cowboy               | Сиси                  |          |         |
| 1982    | „Улица консервна“           | Cannery Row                | Сузи ДеСото           |          |         |
| 1982    | „Офицер и джентълмен“       | An Officer and a gentleman | Пола Покрифки         |          |         |
| 1983    | „Думи на обич“              | Terms of Endearment        | Ема Хортън            |          |         |
| 1984    | „Убийството на Майк“        | Mike's Murder              | Бети Париш            |          |         |
| 1986    | „Орли на правосъдието“      | Legal Eagles               | Лаура Кели            |          |         |
| 1987    | „Черната вдовица“           | Black Widow                | Александра Барнс      |          |         |
| 1987    | „Произведено в Рая“         | Made in Heaven             | Емет Хъмбрид          |          |         |
| 1988    | „Предаден“                  | Betrayed                   | Катрин Уийвър         |          |         |
| 1990    | „Всички печелят“            | Everybody Wins             | Анджела Криспини      |          |         |
| 1990    | „Чай в пустинята“           | The Sheltering Sky         | Кит Моресби           |          |         |
| 1992    | „Скокът на вярата“          | Leap of Faith              | Джейн Ларсън          |          |         |
| 1993    | „Уайлдър Напалм“            | Wilder Napalm              | Вида Фоулдроянт       |          |         |
| 1993    | „Земя на сенките“           | Shadowlands                | Джой Грешам           |          |         |
| 1993    | „Опасна жена“               | A Dangerous Woman          | Марта Хорган          |          |         |
| 1995    | „Забрави за Париж“          | Forget Paris               | Елън Андрюс Гордън    |          |         |
| 2001    | „Голяма лоша любов“         | Big Bad Love               | Мерилин               |          |         |
| 2003    | „Радио“                     | Radio                      | Линда                 |          |         |
| 2004    | „Възхвала“                  | Eulogy                     | Алис Колинс           |          |         |
| 2005    | „Понякога през Април“       | Sometimes in April         | Прудънс Бъшнъл        |          |         |
| 2005    | „Доун Анна“                 | Dawn Anna                  | Доун Анна Тоунсенд    |          |         |
| 2008    | „Рейчъл се омъжва“          | Rachel Getting Married     | Аби                   |          |         |
| 2010    | „Закон и ред“               | Law & Order                | Мисис Уудсайд         |          |         |
| 2010    | „По време на третиране“     | In Treatment               | Франсис               |          |         |
| 2012    | „Лола срещу“                | Lola Versus                | Робин                 |          |         |